# Campostoma oligolepis
Campostoma oligolepis är en fiskart som beskrevs av Hubbs och Greene, 1935. Campostoma oligolepis ingår i släktet Campostoma och familjen karpfiskar. Inga underarter finns listade.